# Goma bicromatada

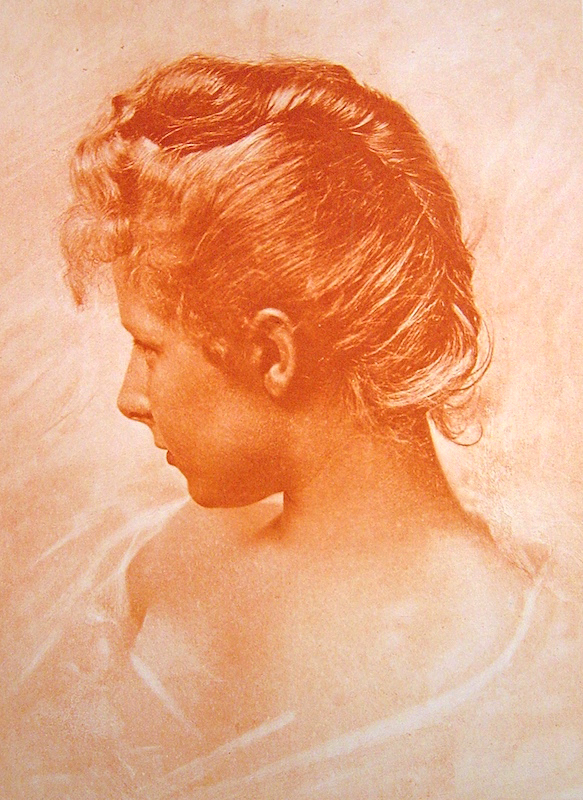
Primavera, del fotògraf Robert Demachy, 1899.

La goma bicromatada és un procés fotogràfic antic. Utilitza goma aràbiga i dicromat de potassi.
Es tracta d'un procés d'impressió fotogràfica creat en els primers temps de la fotografia, així en 1839 Mungo Ponton va descobrir que els bicromatS són sensibles a la llum.
Més tard William Henry Fox Talbot va trobar que els col·loides com la gelatina i la goma aràbiga es convertien en insolubles en aigua després de l'exposició a la llum.
Alphonse Poitevin va afegir pigment de carboni als col·loides el 1855, creant la primera impressió al carboni, precursora de la goma bicromatada. El 1858, John Pouncy va utilitzar altres pigments acolorits amb goma aràbiga per a crear les primeres imatges en color depenent del pigment utilitzat.
Bastants anys després, el 1894 el fotògraf A. Rouillé-Ladevéze va reprendre aquest procediment i va realitzar una exposició al Saló de París. En les seves fotografies s'observava un resultat més proper a la pintura.
Mitjançant el seu ús i un retoc amb brotxa o llapis es podien afegir o eliminar parts de les mateixes i també alterar tons i colors. Després d'aquesta exposició el pictorialista Robert Demachy va començar a utilitzar-la, al costat d'Alfred Maskell, el que va convertir aquest procés en molt popular a finals del segle xix.